# Wispington
Wispington est un village du Lincolnshire, en Angleterre.